# Nicolò Massa (musicista)
Nicolò Massa (Calice Ligure, 26 ottobre 1854 – Genova, 24 gennaio 1894) è stato un compositore, pianista e direttore d'orchestra italiano.

## Biografia
Nacque a Calice Ligure il 26 ottobre 1854 da Bartolomeo, ingegnere e insegnante di matematica nella Regia Scuola Superiore Navale di Genova e da Felicina Bellenda. Fu avviato agli studi classici presso il liceo “Danovaro e Giusso” di Genova, ebbe come compagno Giacomo Della Chiesa, il futuro papa Benedetto XV. Nel 1868 si trasferì a Novi Ligure per proseguire gli studi nel “Collegio San Giorgio” che era retto dai padri somaschi. Qui gli furono anche impartite le prime nozioni di teoria musicale e di pianoforte a cura di G. Papa, organista della collegiata.
Nel 1871, dopo aver ottenuto la licenza liceale, tornò a Genova e, avendo deciso di seguire la propria spiccata inclinazione musicale, già palesatasi con la composizione di un «Notturnino» e una «Barcarola», perfezionò la pratica del pianoforte con G. Rinaldi e studiò armonia e contrappunto con M. Roedel. Così nel 1875 riuscì agevolmente a superare il non facile esame di ammissione al Conservatorio di Milano dove fu assegnato alla classe di composizione di Antonio Bazzini del quale divenne uno degli allievi prediletti.
Come saggio pubblico di conservatorio presentò, già il 31 luglio 1876, la fantasia marinaresca «Maria e Taide», lodata dal maestro Bazzini e, l'11 aprile 1878, a diploma già conseguito, consegnò alle scene «Aldo e Clarenza, Scena medioevale in un atto»; entrambi i lavori erano stati musicati su versi di Ferdinando Fontana.
Terminati gli studi si inserì immediatamente nei gruppi artistici, che si erano sviluppati in quegli anni particolarmente a Milano, autonominatisi la “scapigliatura” frequentando e stringendo amicizia con personaggi come Zanardini, Ghislanzoni, Franchetti, Puccini, Catalani, Boito e Faccio, oltre al Fontana che già conosceva.
Per guadagnarsi da vivere lavorò a lungo per le case editrici Francesco Lucca e Giovanni Ricordi preparando riduzioni per canto e pianoforte di opere liriche tra cui «Il duca d’Alba»  di Donizetti, nel 1882, de «I maestri cantori di Norimberga» di Wagner, 1883 e dell’intero ciclo de «Anello del Nibelungo» pure di Wagner. Un impegno che certo influì sul suo stile compositivo.
 Veniva frattanto componendo la sua opera lirica «Il conte di Châtillon», su libretto di Rodolfo Paravicini, un melodramma in quattro atti che fu rappresentato al “Teatro Municipale”  di Reggio Emilia l’11 febbraio 1882 riscuotendo buon successo sia di pubblico che di critica. Purtroppo l'unico manoscritto di quest'opera andò distrutto nel corso di un incendio che poco tempo dopo colpì questo teatro.
La sua seconda opera fu «Salambó», un dramma lirico in quattro atti che Angelo Zanardini aveva ricavato dal romanzo omonimo di Gustave Flaubert. Rappresentata con successo il 15 aprile 1886 al “Teatro alla Scala” di Milano ebbe come prestigiosa interprete la ventiduenne soprano Gemma Bellincioni ed era diretta da Franco Faccio.Fu ripresa poi nel 1887 al “Teatro Carignano” di Torino presenti Giacomo Puccini, Edmondo De Amicis, Ferdinando Fontana e Luigi Illica e venne replicata nel 1889 al Teatro Carlo Felice di Genova.
Successivamente lavorò al completamento del suo nuovo lavoro teatrale, «Eros» opera lirica su versi di Enrico Golisciani, basato su un soggetto di Gemma Bellincioni che ne fu anche la commissionaria insieme con il marito, il tenore Roberto Stagno. Nell’autunno del 1893 Massa si recò a Vienna su invito di Stagno che contava di far rappresentare quest'opera al “Teatro Imperiale”, dopo una prémière che avrebbe dovuto tenersi a Roma. Ma purtroppo ogni progetto fu abbandonato. «Eros» andò in scena solo come opera postuma e per una sola sera il 21 maggio 1895, all'antico “Teatro Pagliano”, ora “Teatro Verdi” di Firenze. Ne furono protagonisti la Bellincioni e il tenore E. Rosati, direttore d’orchestra fu Leopoldo Mugnone.
Tornato a Genova da Vienna, mentre si facevano insistenti le voci di una sua nomina a professore di composizione nel conservatorio di Milano al posto di Catalani, fu colpito dalla morte in tenerissima età del figlio. Di lì a poco si ammalò egli stesso, sembra di polmonite, e morì il 24 gennaio 1894.
Lungo il corso della sua vita artistica aveva scritto anche molti pezzi di vario genere, sia per pianoforte solo che per piano e voce solista, saltuariamente era stato pianista e 
direttore d’orchestra, particolarmente per animare spettacoli musicali da lui organizzati.

### Annotazioni
1. ↑   La denominazione fu creata dal giornalista e scrittore Cletto Arrighi, pseudonimo di Carlo Righetti, che pure apparteneva al gruppo.
2. ↑  La rivista “Il Teatro illustrato” edita da Edoardo Sonzogno (anno II, 1882, n. 43, p. 14) giudicò la musica: «squisitamente elaborata, bella per leggiadria di pensiero melodico e per le novità degli intenti artistici...» e definì l’autore «una bella speranza per il teatro melodrammatico» .
3. ↑  La “Gazzetta Musicale di Milano”, edita da Giovanni Ricordi, recensendo lo spettacolo scrisse: «Il maestro Massa ebbe complessivamente sedici chiamate al proscenio in unione agli artisti».
4. ↑  In un’audizione privata a Vienna il lavoro ebbe l’approvazione del direttore del teatro nonché quella del noto critico Eduard Hanslick.
5. ↑  Il critico Jarro, pseudonimo di Giulio Piccini, nella sua recensione parlò di Nicolò Massa come di un «giovane d’alto ingegno nutrito alla scuola di Wagner» e stabilì un parallelo con Catalani «per la nota melanconica predominante in entrambi i compositori, per le atmosfere vaporose e lo strumentale ricercatissimo.»
6. ↑  Giuseppe Verdi appresa la morte del maestro Massa, il 31 gennaio di quell'anno scrisse alla famiglia: «Io lo vedevo rare volte ma sempre col più grande piacere, perché apprezzavo i suoi modi gentili, ed ammiravo il suo valore nell’arte».

### Fonti
1. 1 2 3 4 5 6 7 8 9 10 11 12 13   Flavio Menardi Noguera, Massa Nicolò, su Dizionario Biografico degli Italiani Treccani, 1º gennaio 2008. URL consultato il 10 dicembre 2022.